# Daniel Dolan

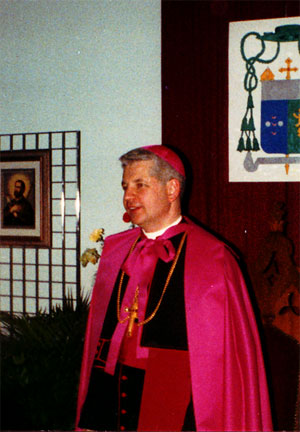
Daniel Dolan (November 1993)

Daniel Lytle Dolan (* 28. Mai 1951 in Detroit, Michigan; † 26. April 2022) war ein US-amerikanischer sedisvakantistischer katholischer Bischof.

## Leben
Daniel Dolan studierte ab 1965 am diözesanen Priesterseminar in Detroit, bevor er in den Zisterzienserorden eintrat und später am Priesterseminar der Priesterbruderschaft St. Pius X. (FSSPX) im schweizerischen Ecône weiterstudierte, wo er von Erzbischof Marcel Lefebvre am 29. Juni 1976 zum Priester geweiht wurde. Schon im Seminar von Ecône kam er im Herbst 1973 zu der Erkenntnis, dass die einzige Erklärung für die Liturgiereform und die „Irrlehren“ des Zweiten Vatikanums darin bestünden, dass Papst Paul VI. kein legitimer Papst gewesen sein könne. Daher vertrat er seither die Auffassung des Sedisvakantismus im Hinblick auf Paul VI. und dessen Nachfolger.
Nachdem er 1977 in die Vereinigten Staaten zurückgekehrt war, gründete er für die Priesterbruderschaft mehr als 35 traditionalistische Messzentren. Anfang 1983 wurde Dolan aus der FSSPX ausgeschlossen. Pater Dolan setzte seine Arbeit an seiner Hauptkirche in West Chester, einem Vorort von Cincinnati in Ohio, fort.
Am 30. November 1993 wurde er von Bischof Mark Pivarunas von der Kongregation von Maria der unbefleckten Königin zum Bischof geweiht.
Bischof Dolan arbeitete in der Kirche von Cincinnati sowie in traditionalistischen Gemeinschaften in den Vereinigten Staaten, Mexiko und Europa.

## Veröffentlichung (deutsch)
- Die katholische Antwort auf die Apostasie Johannes Pauls II. In: Kyrie Eleison 30 (4/2001), S. 94–114.